# Cemer, Kozeleț
Cemer (în ucraineană Чемер) este o comună în raionul Kozeleț, regiunea Cernihiv, Ucraina, formată numai din satul de reședință.

## Demografie
Componența lingvistică a comunei Cemer
     Ucraineană (98,58%)
     Rusă (1,17%)
     Alte limbi (0,15%)
Conform recensământului din 2001, majoritatea populației comunei Cemer era vorbitoare de ucraineană (98,58%), existând în minoritate și vorbitori de rusă (1,17%).